# Stephenseniellus palliolatipes
Stephenseniellus palliolatipes är en kräftdjursart som beskrevs av Just och Wilson 2006. Stephenseniellus palliolatipes ingår i släktet Stephenseniellus och familjen Paramunnidae. Inga underarter finns listade i Catalogue of Life.